# 聖奧梅爾戰役
聖奧梅爾戰役發生於1340年7月26日，是百年戰爭的初期戰役。是愛德華三世從法蘭德斯發起的軍事行動一部分，但該行動的結果遠沒有他希望的成功。
在聖奧梅爾，發生了出乎意料的轉折，即使英格蘭-法蘭德斯聯軍的士兵數量是法軍的5倍以上，該地區的法國軍隊依然獨自擊敗了聯軍。聯軍傷亡慘重，且法軍在戰役結束後帶走了大量戰馬、馬車和物資，使得愛德華三世在1340年軍事行動轉向失敗。這場戰役的失敗導致了嚴重的戰略失誤，它使得法蘭德斯暴露在菲利普六世的憤怒之下，並使得法軍能夠集中力量對抗在圖爾奈圍城戰的聯軍。

## 註腳
1. ↑  Sumption 1990，第340-341頁.
2. 1 2  Sumption 1990，第343頁.